# Béisbol
El béisbol (del inglés baseball; de base, y ball, 'pelota'), también llamado baseball o juego de pelota, es un deporte de equipo jugado por dos equipos de nueve jugadores cada uno. 
Es considerado uno de los deportes más populares en República Dominicana, Panamá, Corea del Sur, Cuba, Estados Unidos, Curazao, Aruba, Japón, Nicaragua, Puerto Rico, Taiwán, México y Venezuela, y no tan popular, pero con una cantidad importante de aficionados, en países como Canadá, Australia, Sudáfrica, Colombia, China, Países Bajos, Nueva Zelanda e Italia. Los países considerados potencias de este deporte se encuentran en América (Norte y el Caribe) y se juega en un gran campo cubierto completamente por césped natural o artificial, con excepción de una zona llamada línea del corredor, donde los jugadores de la ofensiva corren para alcanzar las bases ubicadas en los vértices del área cuadrangular llamada diamante, y anotar así como el área del lanzador, donde el terreno es una loma de tierra.
El objetivo del juego es golpear una pelota con un bate (batear), desplazando la pelota a través del campo y correr por el campo interno de tierra (infield) buscando alcanzar la mayor cantidad de bases posibles hasta dar la vuelta a la base desde donde se bateó (home) para lograr anotar el tanto conocido como carrera. Los jugadores defensivos, mientras tanto, buscan la pelota bateada para eliminar al jugador que bateó la pelota o a otros corredores, antes que estos lleguen primero a alguna de las bases o consigan anotar la carrera (véase Reglas para más detalles del juego).
El equipo que anote más carreras al cabo de los 9 episodios, llamados innings (o entradas) que dura el encuentro, es el que resulta ganador. Si al término de las nueve entradas regulares persiste un marcador igualado en carreras, el encuentro se extiende cuanto sea necesario para que haya un ganador, ya que según las reglas básicas del juego no existe el empate, permitido solo en ligas amateurs e infantiles para limitar el desgaste de los jugadores.
A diferencia de otros deportes que se juegan con pelota, tales como el fútbol, al que también se le conoce como balompié, o el baloncesto conocido también como básquetbol; a pesar de que la palabra "béisbol" podría traducirse al español, la costumbre de utilizar el término inglés se debe a la sensación de un nombre fonéticamente extraño: la traducción tendría que ser pelota base o bola base, aunque en algunos países de habla hispana se le acostumbra denominar de forma coloquial como el juego de pelota o sencillamente pelota.[cita requerida]
Por otro lado, una de las características que diferencian al béisbol de otros deportes de conjunto, es que en éste, la defensa es la que tiene la pelota, aparte de que las anotaciones las determinan los jugadores del equipo a la ofensiva y no el equipo contrario.

## Historia

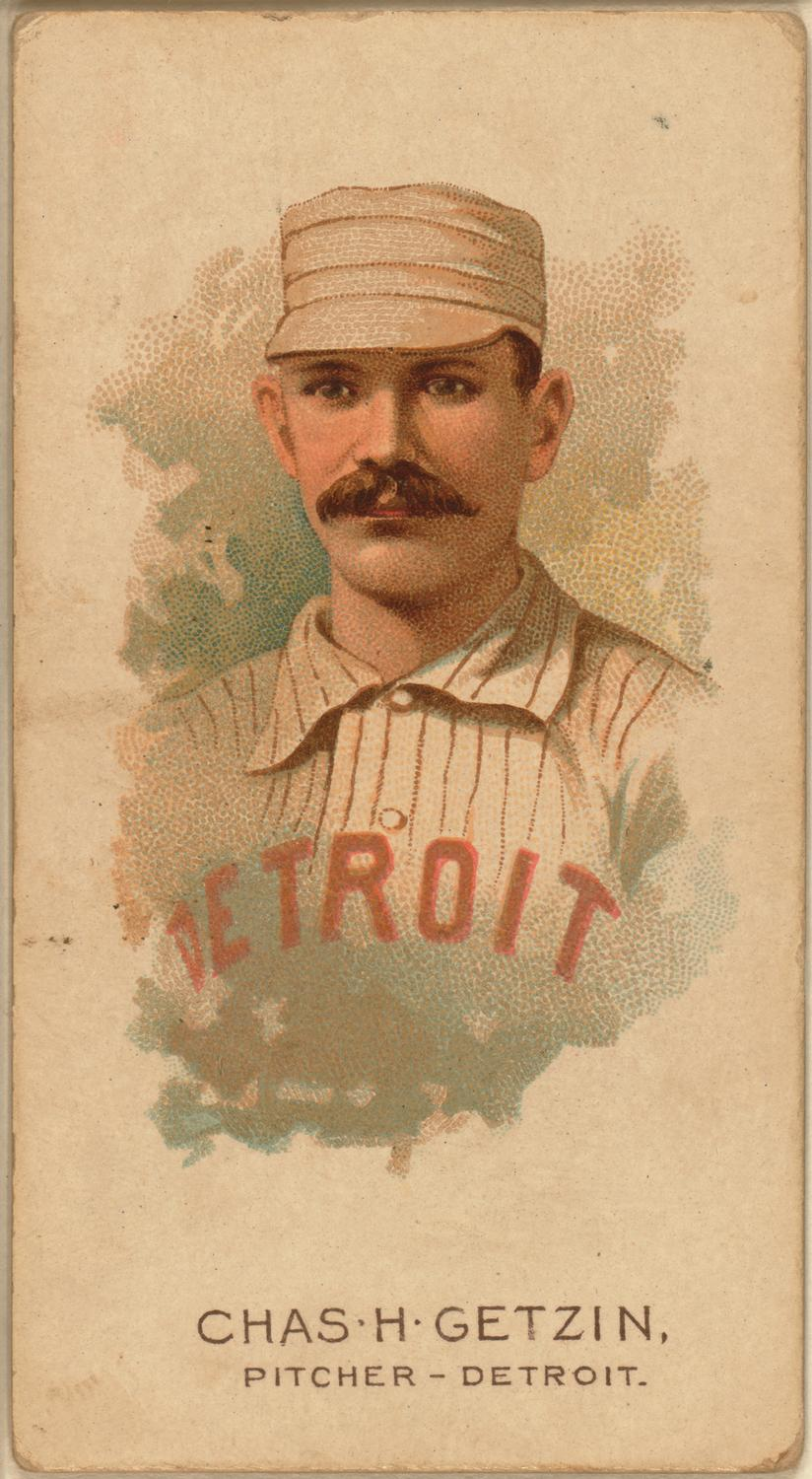
Tarjeta coleccionable de un jugador del.

Está claro que el béisbol moderno se desarrolló en Estados Unidos, aunque el origen exacto del juego es difícil de determinar. La mayoría de los estudios creen que el béisbol evolucionó desde una variedad de juegos similares. Una leyenda popular cuenta que Abner Doubleday, quien llegó a ser oficial del Ejército de la Unión durante la guerra civil estadounidense (1861-1865), inventó el béisbol en Cooperstown (Nueva York) en 1839. Aunque no existe en la actualidad ningún apoyo para este mito; el Salón de la Fama y el Museo Nacional de Béisbol se encuentran ubicados en Cooperstown.

### Orígenes del béisbol
Existen evidencias de que se han practicado juegos con un bate y una bola desde los primeros albores de la civilización. Las culturas antiguas como Persia, Egipto y Grecia, practicaron juegos con un palo y una bola para divertirse y como parte de ciertas ceremonias. Juegos de este tipo se extendieron durante la Edad Media por toda Europa y se hicieron populares en variadas formas. Los europeos introdujeron juegos similares en sus colonias de América hacia el siglo XVI.
Existen, a pesar de la versión popular del origen del béisbol creado por Doubleday, numerosas referencias a los términos "baseball" y "bat-and-ball" en documentos de los primeros años del siglo XVIII. El origen del béisbol en realidad debería ser definido como la evolución del béisbol, pues con base en lo que los historiadores del juego han venido encontrando, es una derivación del juego “stool ball” que data desde la Edad Media y, a su vez, el “stool ball” proviene de juegos rituales practicados en el mundo antiguo. La primera referencia del término “base ball” se da en 1744 poco menos de 100 años antes de que Abner Doubleday supuestamente lo inventara en Cooperstown, Nueva York en 1839. 
En 1744 surge en Inglaterra la primera evidencia impresa del juego Base Ball, que fue publicada en un libro de pasatiempos infantiles. Entre ese año y 1796 surgen varias referencias más sobre baseball en Europa dando cuenta de un juego de pequeñas dimensiones jugado por niños. En 1796 se publican en Alemania las primeras reglas de "base ball" lo que da cuenta de que, probablemente, en ese país ya se practicaba el juego.
El juego emigra de Europa a América entre mediados y finales del siglo XVIII llevado por los colonos ingleses que se establecían en el Nuevo Mundo. La primera referencia de un juego de béisbol en Estados Unidos data de abril de 1778 registrada en su diario por el soldado George Ewing: “hice ejercicio por la tarde y en los intervalos jugué base”.
En 1786, el estudiante de Princeton, John Rhea Smith, mencionó en su diario que “Un buen día, jugué `baste ball`(sic) en el campus pero fui batido porque fallé catcheando y golpeando la bola”.
Posteriormente, en 1791, se emite una prohibición en el pueblo de Pittsfield (Massachusetts) para “preservar las ventanas de la nueva Casa de Juntas... ninguna persona, será permitida de practicar los juegos llamados Wicket, Cricket, Base Ball, Football, Cat, Fives o cualquier otro juego de pelota, dentro de una distancia de 80 yardas de la referida Casa de Juntas”.
De cualquier forma, es a partir de la lista de reglas publicadas por Alexander Cartwright en 1845, conocidas como las Knickerbocker Rules por ser las aplicadas por el equipo Knickerbockers, que se estableció y evolucionó la forma moderna del juego.

#### El juego de Nueva York
El primer club organizado de béisbol fue formado en 1842 por un grupo de jóvenes en la ciudad de New York, encabezado por Alexander Cartwright, que llamó a su club New York Knickerbockers Base Ball Club. Los Knickerbockers desarrollaron un conjunto de veinte reglas, publicadas por primera vez en 1845, que se convirtieron en la base del béisbol moderno. El 19 de junio de 1846, los Knickerbockers jugaron el que está considerado oficialmente como el primer partido de béisbol moderno. Se enfrentaron a otro equipo llamado New York Club, en lo que es ahora Hoboken (Nueva Jersey).
El estilo de juego de los Knickerbockers se extendió rápidamente durante la década de 1850, se fundaron clubes de béisbol por toda Nueva York adoptándose nuevas reglas. A finales de esa década, la popularidad del juego se había extendido más allá de la ciudad y empezó a conocerse como el juego de Nueva York.
El New York Game se popularizó durante la guerra civil estadounidense, cuando los miles de soldados de la Unión, que venían de la ciudad de Nueva York, lo practicaban en los lugares por donde viajaban. Al finalizar la guerra en 1865, el juego se había convertido en la variedad más popular de béisbol en todo el país. Poco después, el nombre de New York Game desapareció y se llamó simplemente béisbol.

#### Las Ligas Negras
Desde mediados de 1880 hasta mediados de 1940 no se incluyeron en las Grandes Ligas a jugadores de color. En su lugar, se crearon equipos formados solo por jugadores negros que formaron ligas, llamadas "Ligas Negras". Una de las más conocidas fue la Negro National League, que se formó en 1920. Jackie Robinson, uno de los jugadores más importantes de la Negro League, llegó a ser el primer jugador negro en las ligas mayores modernas, cuando fue fichado por los Brooklyn Dodgers en 1947. Robinson llevó a los Dodgers hacia la victoria en el campeonato de la Liga Nacional y fue proclamado Novato del Año. A pesar de enfrentarse con sectores intransigentes y fanáticos, su extraordinaria actuación y comportamiento sobre el terreno ayudaron a superar los prejuicios raciales y pronto otros jugadores negros se incorporaron a las ligas mayores. Otro memorable jugador fue Leroy Robert "Satchel" Paige, que fue el primer jugador de color en ser aceptado en el Salón de la Fama del deporte.

#### Expansión de las Grandes Ligas
Varios equipos de las Grandes Ligas se trasladaron durante la década de 1950; el primero, los Boston Braves, se trasladó a Milwaukee en 1953 y luego a Atlanta en 1967. Otros cambios clave ocurrieron en 1958, cuando los Brooklyn Dodgers se marcharon a Los Ángeles y los New York Giants se fueron a San Francisco y extendieron el mercado de las Ligas Mayores por todos los Estados Unidos. El béisbol profesional se hizo tan popular que muchas ciudades pidieron permiso para crear nuevos clubes, hasta llegar a los 30 equipos que conforman las Grandes Ligas en el presente.
Un momento desgraciado para el béisbol llegó en la década de 1990. Los jugadores consideraron que no estaban siendo suficientemente recompensados por los propietarios de los clubes, por lo que iniciaron una huelga en septiembre de 1994 que duró hasta mayo de 1995 provocando que se cancelara la postemporada de las Grandes Ligas por primera vez desde 1904-1987.

### Orígenes del béisbol en América Latina

#### Antecedentes
Cuando los españoles llegaron a Cuba (que por nombre le pusieron "Isla de Juana" por la hija de los Reyes Católicos de España) el 24 de octubre de 1492 encontraron a los aborígenes cubanos practicando un juego al que ellos llamaban batos, el cual se jugaba con una pelota hecha de resina de árbol que se golpeaba con cualquier parte del cuerpo excepto las manos. 
Asimismo, en el México prehispánico se practicaba un juego de palo y pelota del cual sobreviven vestigios en pintura mural en Teotihuacán y Las Higueras, Veracruz así como en figurillas en barro halladas en la zona de Nayarit, México.
También, en la época de la colonización española, este juego se llamó gato viejo donde se reunían jóvenes del movimiento independentista en contra de la Corona española.

#### México

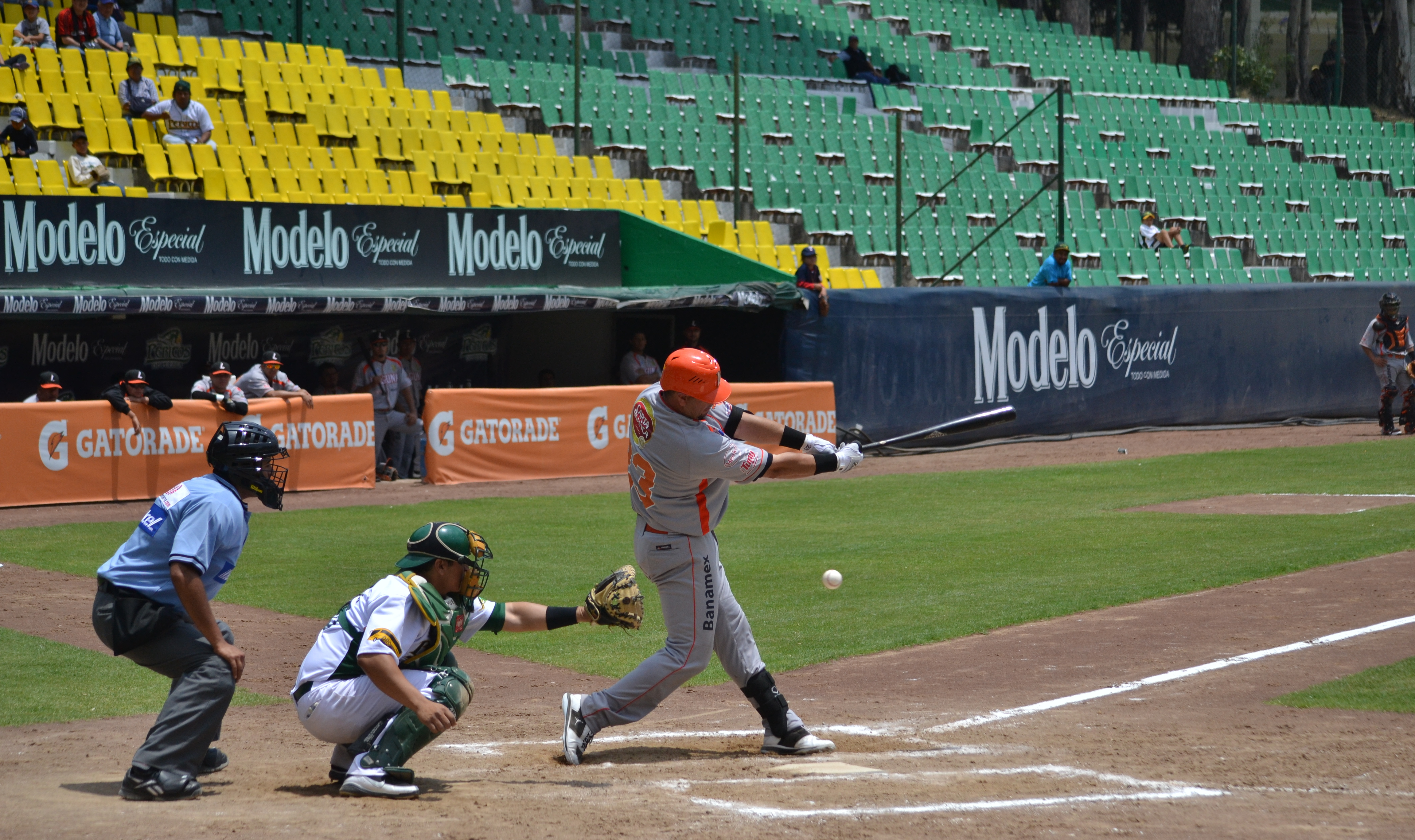
Partido de los Pericos de Puebla, pertenecientes a la Liga Mexicana de Béisbol.

El primer juego de este deporte México (en donde se pronuncia beisbol, y se escribe "béisbol", sin el acento) se jugó a fines de abril de 1847 en el parque "Los Berros" de Xalapa, Veracruz por soldados del ejército invasor estadounidense que utilizaron la prótesis de la pierna ("pata de palo") de Antonio López de Santa Anna, que habían capturado días antes en la Batalla de Cerro Gordo.
A partir de 1866 hay evidencias de mexicanos jugando al béisbol en Santa Clara, California. Eran jóvenes estudiantes que habían sido enviados a educarse en California y comenzaron a practicar el juego.
El primer equipo organizado en México del que se tenga evidencia es el Unión Base Ball Club, formado alrededor de 1869 en la fronteriza ciudad de Matamoros, Tamaulipas. El equipo cruzaba el Río Bravo para enfrentar a los equipos estadounidenses en Brownsville, Texas. Acerca de este equipo sobreviven reportes periodísticos fechados en 1869.

#### Panamá
Se empezó a jugar el béisbol hacia 1850-1855 cuando se realizaron las obras del Ferrocarril Transísmico, las cuales estuvieron a cargo de ejecutivos y técnicos estadounidenses, principalmente de la Costa Este, quienes fueron los pioneros del béisbol en el entonces departamento colombiano. Ellos hacían competencias recreativas entre sus empleados y prontamente la población panameña aprendió a jugar el béisbol tan bien o mejor que los estadounidenses. A raíz de ello, se iniciaron muchas ligas en el área de tránsito del ferrocarril que involucraban a estadounidenses y panameños, llegando a incubarse muchas grandes rivalidades que luego en los partidos podían dar lugar a serios enfrentamientos entre los unos y los otros.

#### Cuba
El béisbol en Cuba comenzó cuando se formó el Club de Béisbol de La Habana en 1868, pero el juego fue prohibido por los gobernantes españoles y no fue sino hasta el 23 de diciembre de 1874 que se registró el primer juego documentado en la isla. Esto se desarrolló en una liga profesional que comenzó a jugarse en 1878, formando parte de las Grandes Ligas en Estados Unidos, y que duró hasta 1961.
En Cuba existe el Campeonato Nacional, fundado en 1961. Este evento es heredero de diferentes campeonatos profesionales y de aficionados que tuvieron lugar en la isla desde finales del siglo XIX. Consta de dieciséis equipos entre los que se destacan: Industriales (La Habana), Santiago de Cuba, Villa Clara y Pinar del Río como los más ganadores. 

#### Venezuela
Si bien no hay extensa documentación respecto al origen del béisbol en Venezuela, la mayoría de las versiones afirman que en la década de 1890, llegaron al país algunos estudiantes venezolanos provenientes de universidades en los Estados Unidos, que volvieron con bates, guantes, pelotas y otros implementos, para la práctica del deporte, iniciando en la actividad a sus conocidos entre las clases sociales altas de Caracas. En mayo de 1895 los hermanos Amenodoro, Emilio, Gustavo y Augusto Franklin, establecieron el primer club de béisbol organizado del país, el "Caracas B.B.C.". El club se formó entre aquellos que practicaban en un campo abierto frente a la antigua estación de tren de Quebrada Honda que posteriormente fue bautizado "Campo de Ejercicios del Caracas Baseball Club".
El primer juego oficial de béisbol en Venezuela se realizó el 23 de mayo de 1895 siendo el evento reseñado en el diario El Tiempo. Se enfrentaron para el evento de exhibición los dos equipos del Caracas B.B.C., “Rojos” y “Azules”; este último, dirigido por Amenodoro Franklin, ganó con marcador de 28 carreras contra 19. Entre los jugadores se encontraban algunos venezolanos que habían estudiado en los Estados Unidos y Emilio Gramer junto con los hermanos Manuel y Joaquín González, quienes eran cubanos residentes en Venezuela. 
Posteriormente comenzaron a aparecer otros clubes, principalmente en Caracas, que se denominaban de acuerdo a la urbanización o barrio del que provenían, tales fueron los casos de los equipos San Bernardino, Los Samanes y Vargas. Por el contrario, uno de los equipos más antiguos y de mayor afición de Venezuela, dio nombre a una populosa zona de la ciudad de Caracas; en 1917 se funda el Magallanes, que practicaba en los campos de Catia, en los que ahora se conoce como el barrio "Los Magallanes de Catia". Los Navegantes del Magallanes es el único equipo de la era anterior a la creación de las ligas profesionales que aún existe en Venezuela.

#### Puerto Rico
El deporte del béisbol se jugó por primera vez con las reglas pertinentes en Mayagüez. Un conductor de carros públicos llamado don Félix Santiago creó un equipo. Se resalta que este equipo ha sido el más exitoso en setenta y un años en toda la liga. 
Mayagüez ha sido el único equipo en la historia que le perteneció al pueblo. “El patroncito”, como le llamaban a Alfonso Valdés, fue dueño de los Indios desde 1939 hasta 1957, cuando se cansó de estar al frente de la franquicia. La entregó a la Liga y el pueblo, quienes no querían perder su equipo, y se organizaron para recaudar fondos y mantener la plantilla de jugadores. Mayagüez ha forjado jugadores tan importantes como “Cholo” García, el primer puertorriqueño en lanzar un juego sin hits ni carreras en 1930 con los Cardenales dirigidos por Tony Luciano. Más tarde se reconoció su labor cuando bautizaron el parque de pelota de Mayagüez en 1948, año en que los Indios ganaron el campeonato nacional que los llevó luego a la primera edición de la Serie del Caribe 1949.
La llegada del béisbol a Puerto Rico se convirtió en un entretenimiento social, pero no para todos. Algunos no lo catalogaban de esta manera, y en una ocasión un periódico publicó que, lamentablemente, los ciudadanos de la capital invirtieran su tiempo en la práctica de un "entretenimiento zángano". 
Existen varias versiones de la llegada del béisbol a Puerto Rico pero la más aceptada y acertada es la del caballero Don Emilio Pasarell. En 1895, Caballeira informa que un joven cubano conocedor del deporte invito a otros jovencitos y les enseño. Entre los jovencitos se encontraban: Enrique y Paco Gatell, José de Jesús Tizol, Luis y Jorge Colombani, Féliz Montañez, Antonio Cabaña y Severo González, como algunos de los que recibieron las primeras clases de "béisbol". Estos jóvenes se reunían a jugar béisbol en un terreno donde hoy en día queda localizada la "Biblioteca Carnegie", en San Juan. Las personas que pasaban y veían béisbol veían despectivamente a los peloteros como "ridículos, zánganos y manganzones".
Siguiendo la versión de Caballeira, había un maestro llamado Braulio que servía de umpire en los juegos. El primer partido se efectuó en el velódromo que estaba en la calle Cerra en la parada 15 en Santurce, el domingo 2 de junio de 1896. El Club Borinquen venció al Almendares con una puntuación de 22 a 11, los jugadores por el Borinquen fueron: Amos Iglesias, Jesús Cabañas, Ignacio Carballeira, Manuel del Valle Atiles, Enrique Gatell, Eduardo Saldañas, Luis. Colombani, Félix Montañez y Jorge Colombani. "
Luego de que el béisbol profesional tomara su auge, se formó una nueva liga llamada Béisbol superior doble “A”. El inicio de esta liga se remonta al 1930-1940 creada por la antigua Comisión de Parques y Recreo Públicos. Al principio eran quince equipos y posteriormente veinte. En los años 70 Gil Bosch tuvo la presidencia por treinta y tres años aumentando las franquicias a treinta y seis. En 2002, cuando el Lcdo. Gil Bosch se retiró, el Lcdo. Israel Roldán tomó su puesto y, sobre su mando, se aprobó la regla que permitía participar jugadores profesionales (dos por equipo). Aumentó el número de franquicias a cuarenta y ocho, se creó la liga de mujeres y la liga juvenil se incrementó hasta setenta y ocho. En 2009, ante la creciente complejidad de la institución, la junta de directores de la Federación de Béisbol decidió incorporar como estructuras separadas sus diversos componentes uno de los componentes es Liga de Béisbol Superior Doble A.

#### Nicaragua
El béisbol fue introducido en Nicaragua durante el siglo XIX en la costa del Caribe, Albert Addlesberg, de los Estados Unidos, les enseñó a los habitantes de la ciudad puerto de Bluefields cómo jugar béisbol en 1888.
Cabe notar que el béisbol no fue introducido en la costa del pacífico hasta 1891, cuando un grupo de estudiantes originarios de las universidades de los Estados Unidos formó "La Sociedad de Recreo" donde se jugaban varios deportes, siendo el béisbol el más popular entre ellos.
Las ligas de béisbol más importantes de Nicaragua son la Liga Nicaragüense de Béisbol Profesional y la Liga superior Germán Pomares. Los equipos más importantes del béisbol pinolero son:
Indios del Bóer, Orientales de Granada, Leones de León, Masaya Fieras del San Fernando, Frente Sur Rivas y Tigres de Chinandega.
Los actuales campeones de la Liga Nicaragüense De Béisbol Profesional son los Leones de León (2018-2019).

#### República Dominicana
En República Dominicana es considerado el "rey de los deportes". Se tiene conocido que fue introducido al país por inmigrantes cubanos en la década de 1890. En 1955 se fundó la Liga Dominicana de Béisbol Invernal (LIDOM), se desarrolla en la temporada otoño-invierno. Además cuenta con 6 equipos que se disputan un campeonato regular, una serie semifinal y una final donde se determina el campeón nacional. Cabe destacar que esta es una de las ligas más importantes del Caribe no solo por la calidad de sus jugadores sino por la gran cantidad de títulos de Serie del Caribe (23
). Prueba de esto es la gran cantidad de jugadores de diversos países latinos como Venezuela, Puerto Rico, Cuba, México así como Estados Unidos y Japón. Los equipos pertenecientes a esta liga son Tigres del Licey (24) Águilas Cibaeñas (22), Leones del Escogido (17), Estrellas Orientales (4), Toros del Este (3), Gigantes del Cibao (2).
Actualmente la República Dominicana es el principal país exportador de jugadores a grandes ligas. También se juega la Dominican Summer League, una liga de equipos de ligas menores afiliada a la MLB.
El Clásico Mundial de Béisbol en 2013, República Dominicana vence a Puerto Rico con marcador 3-0 en la final, consiguiendo así los dominicanos su primer título de forma invicta (único país en lograr esta hazaña) y siendo a su vez el primer país americano en ganar dicho torneo.

### Japón
En Japón, el béisbol fue introducido por el estadounidense Horace Wilson en 1872; el juego profesional existe desde hace más de sesenta años y tiene dos ligas, la Central y la del Pacífico, con un total de doce equipos. Los equipos estadounidenses a menudo juegan en Japón al finalizar la temporada regular. En la escuela y la universidad es extremadamente popular: cada verano, unas cuatro mil escuelas secundarias toman parte en el All Japan Baseball Tournament, que se celebra cerca de la ciudad de Osaka. 
Los equipos ganadores de la Liga Japonesa de Béisbol Profesional, Organización Coreana de Béisbol, Liga de Béisbol Profesional China (Taiwán) y de la Liga de Béisbol Chino (China) disputaban la Serie de Asia Copa Konami. De las siete oportunidades que se ha celebrado el evento, seis fueron para equipos japoneses y uno (el último que se jugó) fue para un equipo australiano, cuya liga fue invitada en las últimas ediciones del torneo.

## Posiciones del juego

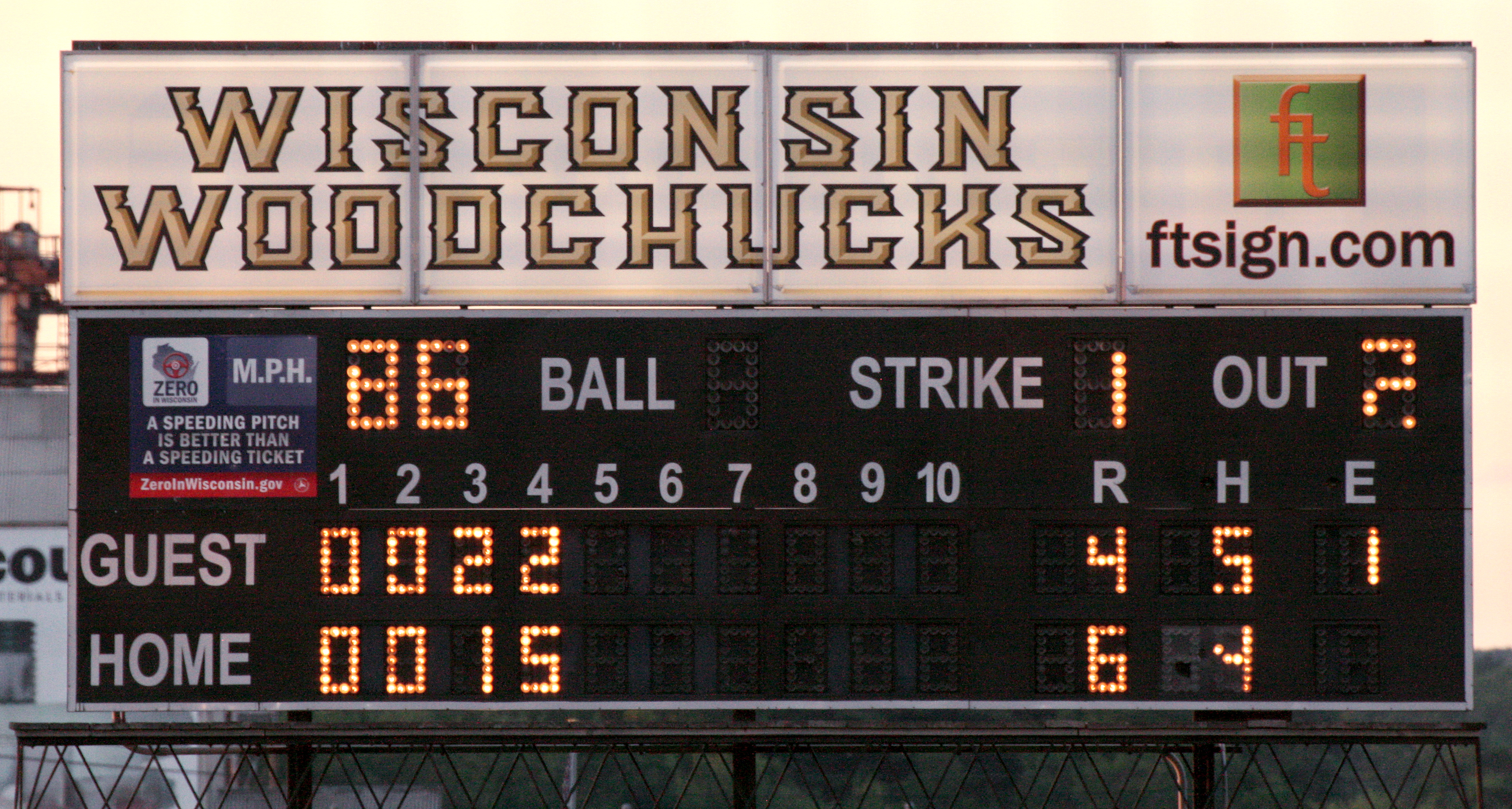

Las posiciones de los jugadores en el terreno son las siguientes:
1. Lanzador (Pitcher).
2. Receptor (Catcher).
3. Primera base (First baseman).
4. Segunda base (Second baseman, aunque se le conoce como el defensor de la segunda base, se coloca entre segunda y primera).
5. Tercera base (Third baseman).
6. Campocorto, parador en corto (Short stop, jugador que se encuentra entre tercera y segunda, y que de igual forma defiende la segunda base).
7. Jardinero izquierdo o exterior izquierdo (Left fielder).
8. Jardinero central o exterior central (Center fielder).
9. Jardinero derecho o exterior derecho (Right fielder).
10. Bateador designado (Designated hitter, es una posición del béisbol utilizada por algunas ligas, que permite seleccionar a un jugador para que batee en lugar del lanzador, pero no ocupa ninguna posición defensiva en el campo).

El equipo visitante es el primero que "ataca", es decir, que batea. Van saliendo de uno a uno siempre en el mismo orden de bateo para intentar batear y no ser eliminados. El turno de bateo cambia al otro equipo, que defendía, cuando se elimina a tres jugadores del equipo que bateaba.
Así van cambiando de ataque a defensa hasta un máximo de nueve veces. Cada vez que un equipo ataca y defiende se pasa una entrada (inning). Al final de las nueve entradas, si no hay empate se acaba el partido, si lo hay, se van jugando entradas adicionales hasta que uno de los dos equipos consiga más carreras que el otro al finalizar el inning completo.
La zona básica de juego es un cuadrado denominado "cuadro" o "diamante", colocado sobre uno de sus vértices se sitúa el home o home plate (lugar de bateo). Las carreras (anotaciones) se registran cada vez que el bateador corre todas las bases del cuadro sin ser eliminado.

## Implementos

### Bate

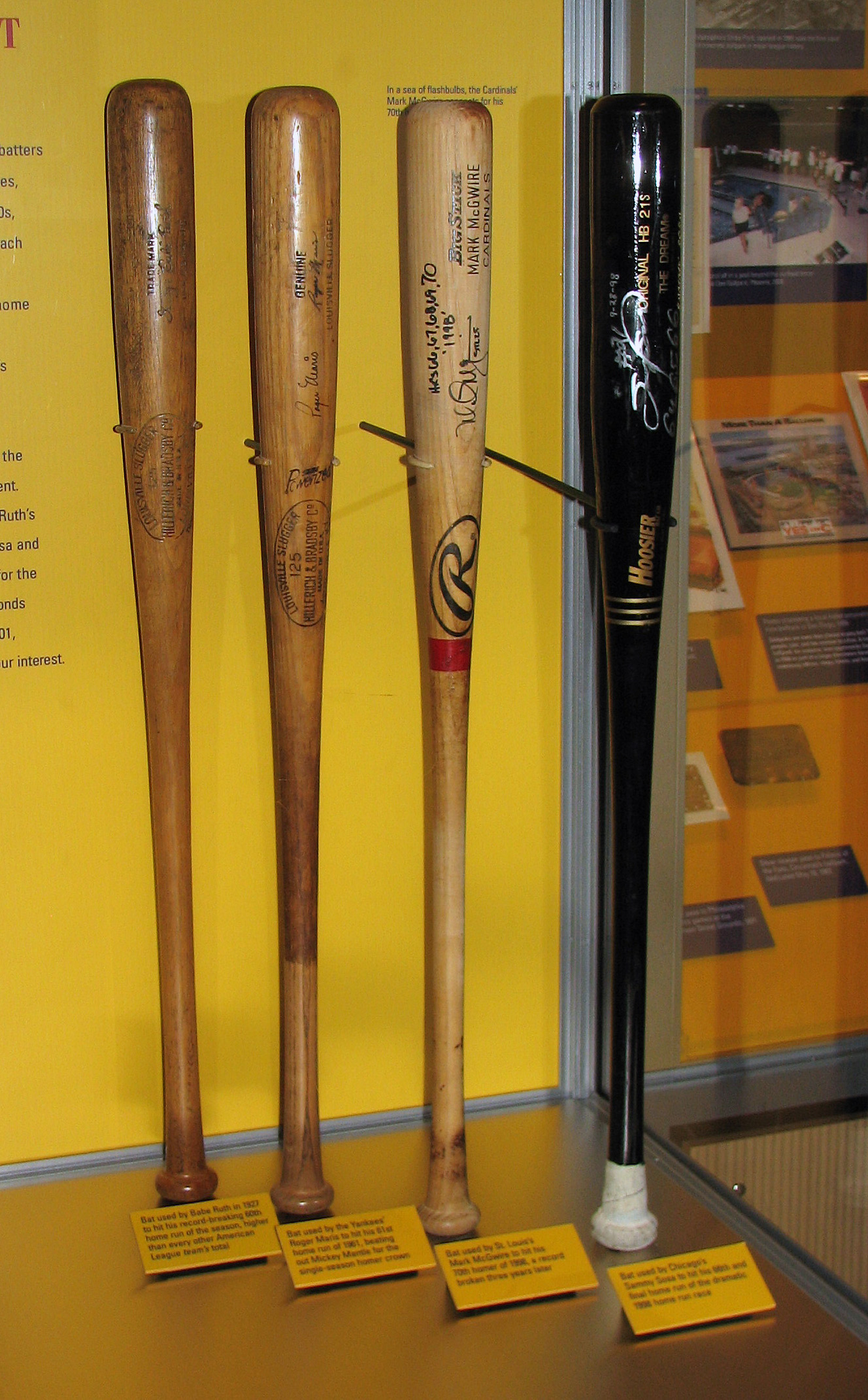
Cuatro bates de béisbol de importancia histórica se exhiben en la exposición itinerante del Salón Nacional de la Fama del Béisbol "El béisbol como Estados Unidos". De izquierda a derecha: el bate utilizado por Babe Ruth para conectar su jonrón número 60 durante la temporada de 1927, el bate utilizado por Roger Maris para conectar su jonrón número 61 durante la temporada de 1961, el bate utilizado por Mark McGwire para conectar su jonrón número 70 durante la temporada de 1998, y el bate utilizado por Sammy Sosa para su jonrón número 66 durante la misma temporada.

Un bate de béisbol es un palo liso de madera o metal que se utiliza en el deporte del béisbol para golpear la pelota lanzada por el pitcher. Por reglamentación no puede ser más de 2,61 pulgadas (6,6 cm) de diámetro en la parte más gruesa y no más de 42 pulgadas (1,067 m) de longitud. Aunque históricamente los bates pesan cerca de 1,4 kilogramos (3 libras), hay bates entre 0,9 y 1,1 kilogramos (34 a 36 onzas).

### Pelota
Una pelota de béisbol es aquella que se utiliza para la práctica de dicho deporte. Su circunferencia es de 9 a 9+1⁄4 pulgadas (229–235 mm) –equivalente a un diámetro de 73–75 mm– y su peso es de 5 a 5+1⁄4 onzas (142–149 g)

### Guante
El guante de béisbol, (también conocida como manopla de béisbol, o manilla) es una prenda, parte de la indumentaria defensiva utilizada por los jugadores de este deporte para auxiliar y proteger la mano al capturar la pelota que es lanzada por los demás jugadores de su propio equipo o por los batazos de sus contrarios.  El primer guante que se conoció en el béisbol, lo fabricó un cátcher universitario, llamado Charles C. White en 1875.

## Reglas

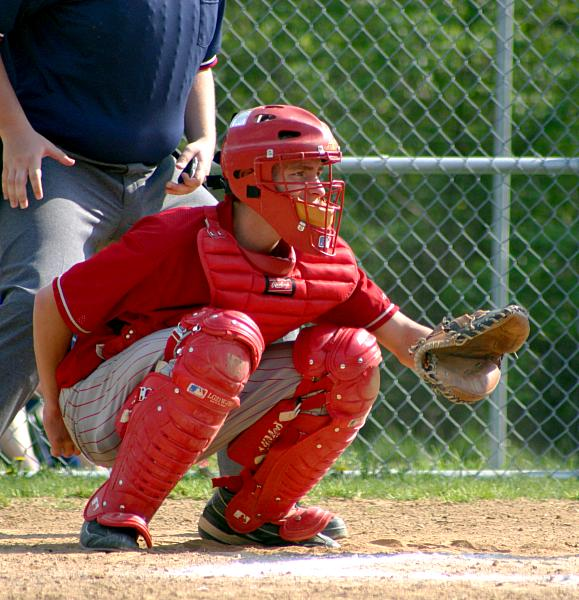
Un cácher o receptor durante el juego.

Las reglas básicas del juego son relativamente sencillas, si bien hay algunas específicas para situaciones concretas.
Básicamente, trata de un equipo de bateadores/corredores que golpea o batea la bola o pelota de béisbol, de manera que esto les permita avanzar sobre las bases evitando ser eliminados. Al recorrer las 4 bases llegando al final al "home plate" sin ser eliminado el jugador marca una anotación o "carrera" a favor de su equipo.
Existen algunas jugadas específicas de cierta importancia como el "toque de sacrificio", en zonas de España occidental "toquecito" (golpe suave a la bola que hace que apenas avance). Y que tiene como objetivo hacer que los corredores que están en base se coloquen más cerca de anotar una carrera, pueden producir jugadas muy positivas de ataque para el equipo atacante. Si el "toque de sacrificio" o "toquecito" sale de la zona de juego cuando la cuenta del bateador lleva dos strikes este será tomado como un out por regla.
En un turno bateador y lanzador tienen un duelo donde se disponen de 7 posibles lanzamientos, donde 4 lanzamientos erróneos por parte del lanzador (consideradas como "bolas" malas) permiten avanzar una base al bateador sin necesidad de batear la bola. Mientras que el bateador dispone de 3 posibles lanzamientos (strikes/ intentos de bateo) que al errarlos resulta en su eliminación del turno (considerado como "ponche" o "ponchado"). Ese recuento de lanzamientos y bateos malos se denomina "cuenta". Si el bateador falla el tercer strike y el receptor pierde la bola y se le aleja, el bateador puede correr hacia la primera base, y si llega primero que el tiro del receptor, cuenta el ponche, pero no el out (esto ocurre solamente siempre y cuando la primera base esté desocupada).
Los bateadores tienen determinados segundos para ponerse en su zona de lanzamiento, de lo contrario pueden ser sancionados.

### Bateo

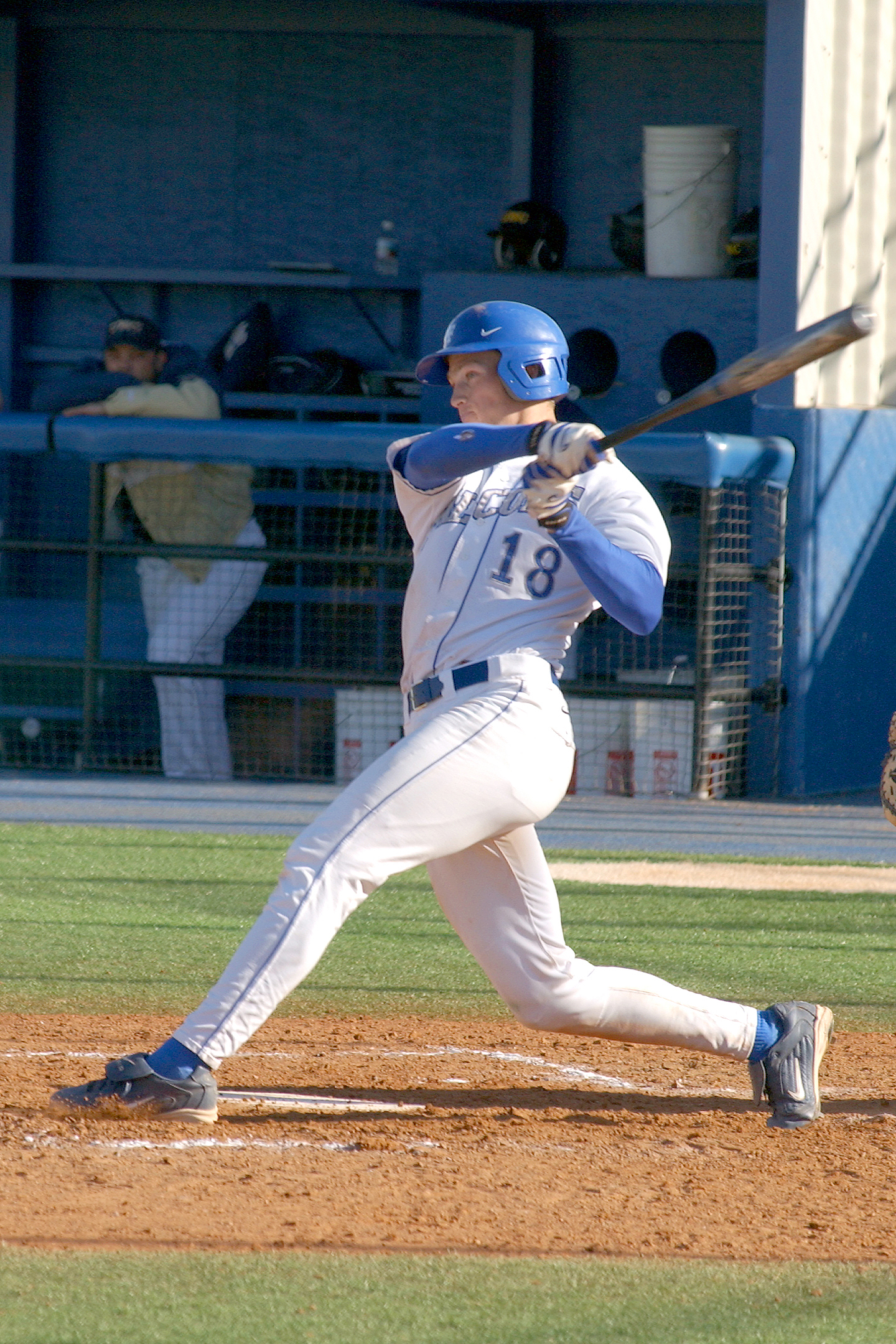
Bateador haciendo un swing.

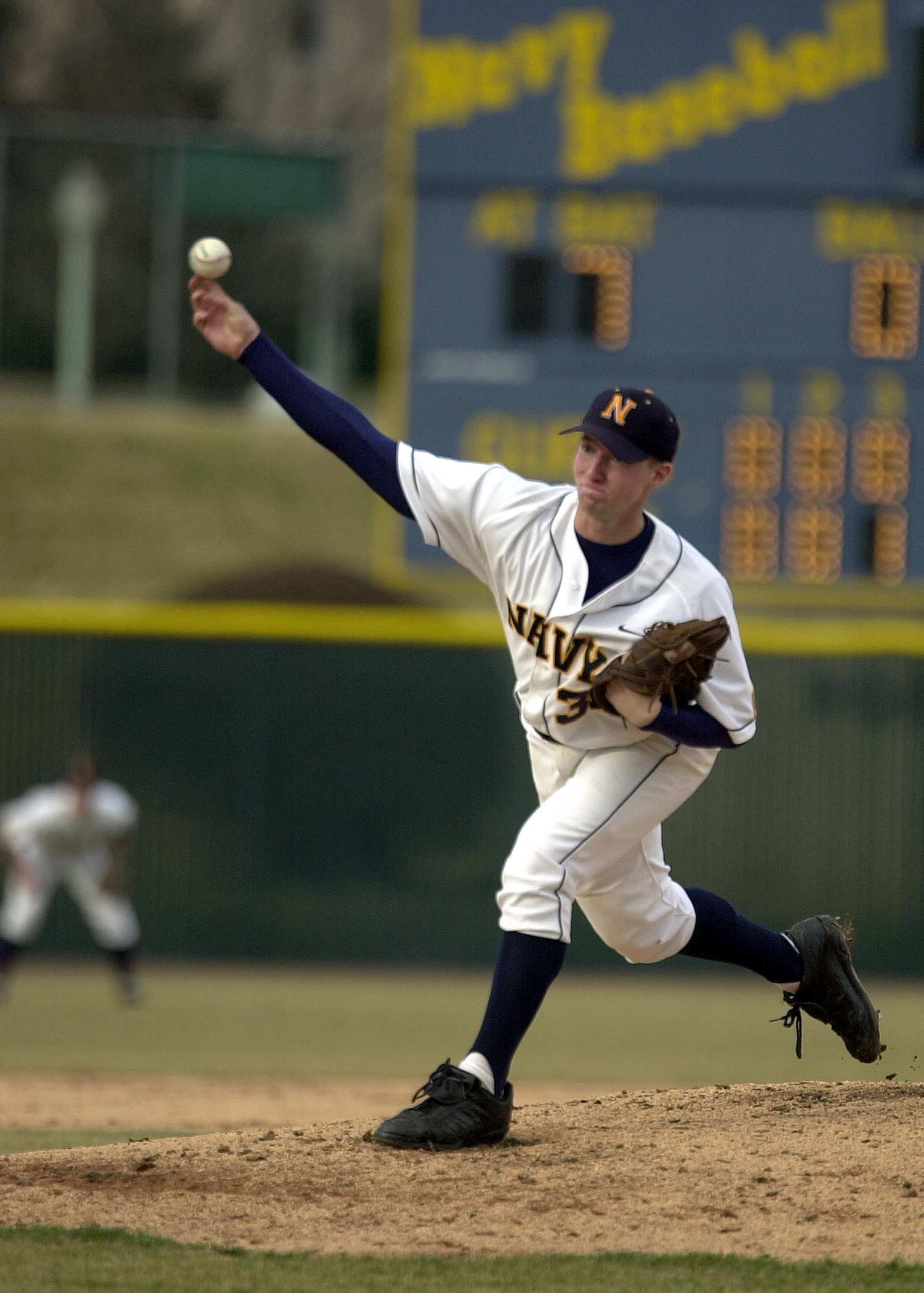
El picher o lanzador. Jugador fundamental en todo equipo de béisbol.

Si el bateador consigue batear la bola o pelota de béisbol, hay básicamente cuatro posibilidades:
1. Si la bola toca el suelo antes de que ningún jugador a la defensiva la atrape, y el bateador logra alcanzar la primera base antes de que los defensores consigan tocar con la bola o pisar la primera base (out), se denomina "Sencillo". Si el bateador consigue llegar hasta la segunda base, sin que el equipo a la defensiva cometa ningún error, se denomina "Doble", si llega hasta la tercera base (sin error de la defensa) se denomina "Triple", y si llega a home (sin error de la defensa) se denomina "Homerun".
2. Si la bola es atrapada en el aire sin que toque el suelo por un jugador a la defensa, el bateador queda eliminado. Si la bola está dentro del terreno de juego, tiene que correr, no puede esperar a ver si el batazo es malo.
3. Si la bola es bateada pero está fuera de los límites laterales de la zona de juego es "foul". En ese caso el bateador se suma en su "cuenta" un strike, si en su cuenta tiene menos de dos strikes; pero si el bateador tiene como "cuenta" 2 strikes y batea un foul, este seguirá bateando sin ser out (eliminado). Ahora bien, si la bola fuese fuera de los límites laterales de la zona de juego, pero un jugador de la defensa la atrapase en el aire (aunque esté fuera de los límites laterales de la zona de juego), el bateador también quedaría eliminado.
4. Si la bola sale volando por encima del límite de fondo de la zona de juego, es un cuadrangular o jonrón -del inglés "homerun"-, es decir, el bateador da la vuelta al cuadro hasta llegar al home y se anota una carrera. Si además había alguno de sus compañeros en las bases, ellos también corren hasta el home y anotan carreras, una por cada jugador que hubiera en base y otra que se anota el bateador.

Si se consigue un cuadrangular con tres jugadores ocupando la primera, segunda y tercera base, es decir, con las bases "llenas", se denomina "grand slam", y se anotan 4 carreras.
Para que el lanzamiento del pícher sea bueno debe pasar por encima del "home" a la altura determinada desde las axilas hasta las rodillas del bateador. Si el lanzamiento no cumple con estos requisitos, el "umpire" (árbitro) la denominará "bola.
Antes del inicio del partido, cada equipo debe presentar el orden de bateo de sus nueve jugadores. Este orden se respeta en cada una de las entradas. Los bateadores se pueden sustituir de manera permanente, por lo que un bateador que sale del campo de manera prematura no puede volver a jugar en el partido.
Típicamente, los dos primeros bateadores buscan obtener bases, por lo que intentar poner la pelota en juego y correr velozmente a las bases. El tercer bateador suele ser el mejor, ya que busca remolcar a los dos bateadores anteriores, y de ser posible anotar un cuadrangular o correr para ganar bases.
El cuarto bateador suele ser muy potente, buscando anotar un cuadrangular para remolcar a sus compañeros en base. El quinto y sexto bateador suelen realizar sacrificios, es decir que intentan realizar contacto para remolcar a los jugadores en base, sin importar si ellos obtienen bases. Los demás bateadores suelen ser los menos habilidosos del equipo.

### Otras reglas
No hay un tiempo de duración determinado para un encuentro, éste concluye al final de las nueve entradas (lo que equivale a veintisiete eliminaciones u outs por equipo). En caso de empate, el partido continúa con entradas adicionales o "extra innings" hasta que se logre un desempate.
Los árbitros se denominan "umpires": el umpire principal se coloca detrás del home o cajón de bateo, y decide si los lanzamientos son buenos (strikes) o malos (bolas). El umpire principal puede consultar a los ubicados junto a las líneas de cal de primera y tercera si el bateador pasó el bate por la línea sin darle a la bola. El umpire principal decidirá si es strike o no (en cuyo caso puede ser bola o strike sin haber intento de bateo). Si la pelota golpea al bateador sin haber bateado, se considera "deadball" o golpeado, en ese caso, el bateador golpeado avanza a la primera base.
Los árbitros en las bases tienen que decidir si el jugador ofensivo alcanzó la base con alguna parte del cuerpo antes de ser puesto out (fuera de juego) o no, en cuyo caso se queda en esa base. Las decisiones de los umpires son inapelables. Ya que el béisbol es un deporte donde los espectadores son buenos conocedores del mismo, tanto de las reglas como de las jugadas, la respuesta de los espectadores puede ser una excelente confirmación o rechazo de las decisiones de los árbitros.
Los "umpires" pueden decidir sobre si el proceso de una jugada se hizo con base en el reglamento o no (por ejemplo, cuando se decide si la pelota bateada salió por la zona de "home run" o salió por uno de los laterales de "foul"). Los "umpires" pueden también advertir a los jugadores de acciones graves que pongan en riesgo a otros, pudiendo llegar a expulsar del juego al jugador o jugadores que reincidan con su conducta antideportiva. También pueden expulsar a los "coaches" o entrenadores que muestren una conducta inapropiada en el terreno de juego o una conducta poco respetuosa hacia los mismos "umpires".
Un jugador expulsado siempre es sustituido por otro. El partido siempre se tiene que jugar con el total de jugadores.

### Picheo
El jugador (en este caso el pitcher) tiene que hacer "contacto" en la placa que está ubicada en el centro del montículo para empezar a lanzar; cuando esto sucede se pone "viva" la jugada y el pícher puede proceder a lanzar la pelota.
Cuando el pitcher hace una jugada llamada revire, esto se puede explicar con el movimiento que hace el mismo para lanzar de la placa o loma de picheo a alguna de las bases (primera base, segunda base, tercera base) para tratar de sacar (out) al jugador del equipo contrario que se encuentra corriendo en alguna de las bases ya mencionadas.
El jugador (en este caso el pitcher) al presentar la pelota, no podrá hacer un movimiento de engaño para lanzar a las bases a menos que realmente tire, de ser lo contrario se marca un balk, esto quiere decir que el corredor avanza una base con la autorización del umpire.
Este engaño puede ser dado por un movimiento brusco en los hombros o literalmente por un movimiento de tirar a la base y no soltar la bola.
Por ningún motivo el pitcher podrá tener contacto con un adherente para que la pelota no se le resbale por el sudor, en caso de que el umpire lo sorprenda haciendo este acto el picher será expulsado del juego.
El mánager puede pedir tiempo y entrar a una consulta con el lanzador cuando esto sucede se cuenta como una entrada legal; no puede haber dos entradas legales en la misma entrada. Si es así, el lanzador por regla tendrá que ser cambiado del partido por un jugador de la banca.

## Elementos distintivos
El béisbol tiene ciertos atributos que lo distinguen de los otros deportes de equipo populares en los países donde tiene seguidores. Todos estos deportes usan un reloj, el juego es menos individual, y la variación entre los campos de juego no es tan importante. La comparación entre el críquet y el béisbol demuestra que muchos de los elementos distintivos del béisbol se comparten de diversas maneras con sus primos deportivos.

### No hay reloj para matar
En los deportes con reloj limitado, los juegos a menudo terminan con un equipo que lleva la delantera matando el reloj en lugar de competir agresivamente contra el equipo contrario. En contraste, el béisbol no tiene reloj, por lo tanto, un equipo no puede ganar sin sacar al último bateador y los rallies no están limitados por el tiempo. En casi cualquier turno en cualquier juego de béisbol, la estrategia más ventajosa es alguna forma de estrategia agresiva. Mientras que, en el caso de la prueba de varios días y el críquet de primera clase, la posibilidad de un empate a menudo alienta a un equipo que está bateando último y muy por detrás, a batear defensivamente y quedarse sin tiempo, renunciando a cualquier posibilidad débil de ganar, para evitar una pérdida general.
Si bien nueve entradas han sido el estándar desde el comienzo del béisbol profesional, la duración del juego promedio de las Grandes Ligas ha aumentado constantemente a lo largo de los años. A principios del siglo XX, los juegos generalmente demoraban una hora y media. En la década de 1920, promediaron poco menos de dos horas, que finalmente se dispararon a 2:38 en 1960. Para 1997, el juego promedio de la Liga Americana duró 2:57 (los juegos de la Liga Nacional fueron unos 10 minutos más cortos: los lanzadores en el plato lograron salidas más rápidas que los bateadores designados). En 2004, Major League Baseball declaró que su objetivo era un juego promedio de 2:45. Sin embargo, para 2014, el juego promedio de MLB tardó más de tres horas en completarse. El alargamiento de los juegos se atribuye a pausas más largas entre medias entradas para comerciales de televisión, mayor ofensiva, más cambios de lanzamiento y un ritmo de juego más lento con lanzadores que toman más tiempo entre cada entrega y bateadores que salen de la caja con más frecuencia. Otras ligas han experimentado problemas similares. En 2008, Nippon Professional Baseball tomó medidas para acortar los juegos en 12 minutos desde el promedio de la década anterior de 3:18.
En 2016, el juego promedio de playoffs de nueve entradas en las Grandes Ligas fue de 3 horas y 35 minutos. Esto aumentó 10 minutos desde 2015 y 21 minutos desde 2014.

### Enfoque individual
Aunque el béisbol es un deporte de equipo, los jugadores individuales a menudo son sometidos a escrutinio y presión. En 1915, un manual de instrucción de béisbol señalaba que cada lanzamiento, del cual a menudo hay más de doscientos en un juego, involucra una competencia individual, uno a uno: "el lanzador y el bateador en una batalla de ingenio". El lanzador, el bateador y el jardinero actúan esencialmente de forma independiente el uno del otro. Si bien los entrenadores pueden indicarle al lanzador o al bateador que sigan ciertas tácticas, la ejecución de la jugada en sí es una serie de actos solitarios. Si el bateador golpea un drive de línea, el jardinero es el único responsable de decidir intentar atraparlo o jugarlo en el rebote y de tener éxito o fallar. La precisión estadística del béisbol se ve facilitada por este aislamiento y lo refuerza.
Se suele usar para entrenar en solitario un lanza pelotas automático que hace la función del lanzador y así practicar la puntería a la hora de dar a la pelota en sitios especializados. Mencionar que también se crearon para entrenar en casa lanza pelotas en los años 70 como podía ser la Ultra Machine de Nintendo.
El críquet es más similar al béisbol que muchos otros deportes de equipo a este respecto: mientras que el enfoque individual en el críquet se ve mitigado por la importancia de la asociación de bateo y los aspectos prácticos de correr en tándem, se ve reforzado por el hecho de que un bateador puede ocupar el wicket por una hora o mucho más. No hay un equivalente estadístico en el críquet para el error de fildeo y, por lo tanto, menos énfasis en la responsabilidad personal en esta área de juego.

### Unidad de cada parque de béisbol
A diferencia de la mayoría de los deportes, los campos de juego de béisbol pueden variar significativamente en tamaño y forma. Si bien las dimensiones del infield están reguladas específicamente, la única restricción en el tamaño y la forma del campo para los equipos profesionales, siguiendo las reglas de MLB y Minor League Baseball, es que los campos construidos o remodelados desde el 1 de junio de 1958 deben tener una distancia mínima de 325 pies (99 m) desde el plato hasta las cercas en el campo izquierdo y derecho y 400 pies (122 m) al centro. Los equipos de Grandes Ligas a menudo eluden incluso esta regla. Por ejemplo, en Minute Maid Park, que se convirtió en el hogar de los Astros de Houston en 2000, los Crawford Boxes en el jardín izquierdo están a solo 315 pies (96 m) del plato. No hay reglas en absoluto que aborden la altura de las cercas u otras estructuras en el borde del jardín. El límite de campo más idiosincrásico más famoso es el muro del jardín izquierdo en el Fenway Park de Boston, en uso desde 1912: el Monstruo Verde está a 310 pies (94 m) del plato en la línea y 37 pies (11 m) de altura.
Del mismo modo, no hay regulaciones en absoluto sobre las dimensiones del territorio sucio. Por lo tanto, una bola de falta puede estar completamente fuera de juego en un parque con poco espacio entre las líneas de falta y las gradas, pero una falta en un parque con terreno de falta más expansivo. Una cerca en territorio de falta que está cerca de la línea del jardín tenderá a dirigir las bolas que la golpean hacia los fildeadores, mientras que una que está más lejos en realidad puede provocar más colisiones, ya que los jardineros corren a toda velocidad hacia las bolas en la esquina. Estas variaciones pueden marcar la diferencia entre un jonrón doble y uno triple o dentro del parque. La superficie del campo tampoco está regulada. Si bien la imagen adyacente muestra una disposición tradicional de la superficie del campo (y la utilizada por prácticamente todos los equipos de MLB con campos de superficie natural), los equipos son libres de decidir qué áreas serán cubiertas o desnudas. Algunos campos, incluidos varios en MLB, usan una superficie artificial, como AstroTurf. Las variaciones en la superficie pueden tener un efecto significativo en cómo se comportan y se lanzan las bolas terrestres, así como en el corrido de bases. Del mismo modo, la presencia de un techo (7 equipos de grandes ligas juegan en estadios con techo permanente o retráctil) puede afectar en gran medida la forma en que se juegan los elevados. Mientras que los jugadores de fútbol se enfrentan a variaciones similares de la superficie del campo y la cobertura del estadio, el tamaño y la forma de sus campos están mucho más estandarizados. El área fuera de los límites en un campo de fútbol no afecta el juego como lo hace el territorio sucio en el béisbol, por lo que las variaciones en ese sentido son en gran medida insignificantes. 
Estas variaciones físicas crean un conjunto distintivo de condiciones de juego en cada estadio. Otros factores locales, como la altitud y el clima, también pueden afectar significativamente el juego. Un estadio determinado puede adquirir una reputación como parque de lanzadores o parque de bateadores, si una u otra disciplina se beneficia notablemente de su combinación única de elementos. El parque más excepcional a este respecto es Coors Field, hogar de los Rockies de Colorado. Su gran altitud, 5,282 pies (1,610 m) sobre el nivel del mar, es en parte responsable de darle el efecto de parque de bateo más fuerte en las ligas mayores debido a la baja presión del aire. Wrigley Field, hogar de los Cachorros de Chicago, es conocido por su voluble disposición: un parque de bateadores cuando los fuertes vientos del lago Míchigan están soplando, se convierte en un parque de lanzadores cuando están soplando. La ausencia de un campo estandarizado afecta no solo cómo se desarrollan los juegos en particular, sino también la naturaleza de las listas de equipos y los registros estadísticos de los jugadores. Por ejemplo, golpear una bola de vuelo de 100 metros (330 pies) en el campo derecho podría resultar en una captura fácil en la pista de advertencia en un parque y un jonrón en otro. Un equipo que juega en un parque con un campo derecho relativamente corto, como los Yankees de Nueva York, tenderá a abastecer su lista de bateadores zurdos, que pueden explotarla mejor. A nivel individual, un jugador que pasa la mayor parte de su carrera con un equipo que juega en el parque de un bateador obtendrá una ventaja en las estadísticas de bateo con el tiempo, aún más si su talento es especialmente adecuado para el parque.

### Estadísticas
El béisbol organizado se presta a las estadísticas en mayor medida que muchos otros deportes. Cada jugada es discreta y tiene un número relativamente pequeño de resultados posibles. A fines del siglo XIX, un exjugador de cricket, el inglés Henry Chadwick de Brooklyn, fue responsable del "desarrollo del puntaje de la caja, la clasificación en tablas, la guía anual de béisbol, el promedio de bateo y la mayoría de las estadísticas y tablas comunes. Solía describir el béisbol". El registro estadístico es tan central en la "esencia histórica" del juego que Chadwick llegó a ser conocido como el padre del béisbol. En la década de 1920, los periódicos estadounidenses comenzaron a dedicar más y más atención a las estadísticas del béisbol, iniciando lo que el periodista e historiador Alan Schwarz describe como un "cambio tectónico en los deportes, como una intriga que una vez se centró principalmente en los equipos comenzó a ir a los jugadores individuales y sus líneas estadísticas".
Las Reglas Oficiales de Béisbol administradas por MLB requieren que el anotador oficial clasifique cada juego de béisbol sin ambigüedades. Las reglas proporcionan criterios detallados para promover la coherencia. El informe de puntaje es la base oficial tanto para el puntaje de caja del juego como para los registros estadísticos relevantes. Los gerentes generales, gerentes y exploradores de béisbol usan estadísticas para evaluar a los jugadores y tomar decisiones estratégicas.
Ciertas estadísticas tradicionales son familiares para la mayoría de los fanáticos del béisbol. 
Las estadísticas básicas de bateo incluyen:
- Turnos al bate: apariciones en el plato, excluyendo caminatas y golpes por lanzamientos, donde la habilidad del bateador no se prueba por completo, y sacrificios, donde el bateador hace un intento intencional para avanzar a uno o más corredores en base.
- Golpes: veces que se alcanza una base de forma segura, debido a una bola bateada y justa sin un error de fildeo o elección del fildeador.
- Carreras: veces circulando por las bases y llegando a casa (home) de forma segura. Carreras producidas (RBIs): número de corredores que anotaron debido a la acción de un bateador (incluido el bateador, en el caso de un jonrón), excepto cuando el bateador aterrizó en doble juego o llegó a base por un error.
- Jonrones: golpes en los que el bateador tocó con éxito las 4 bases, sin la contribución de un error de fildeo.
- Promedio de bateo: golpes (hits) divididos por turnos al bate: la medida tradicional de la capacidad de bateo.

Las estadísticas básicas de funcionamiento básico incluyen:
- Bases robadas: veces que avanzan a la siguiente base por completo debido a los propios esfuerzos del corredor, generalmente mientras el lanzador se prepara para entregar o lanzar la pelota.
- Atrapado robando: veces infructuosas al intentar robar una base.

Las estadísticas básicas de lanzamiento incluyen: 
- Victorias: acreditado al lanzador en el equipo ganador que lanzó por última vez antes de que el equipo tomara una ventaja que nunca abandonó (un lanzador abridor debe lanzar al menos 5 entradas para calificar para una victoria).
- Derrotas: se le acredita al lanzador del equipo perdedor que estaba lanzando cuando el equipo contrario tomó una ventaja que nunca renunció.
- Salvamentos: juegos en los que el lanzador ingresa a un juego dirigido por el equipo del lanzador, finaliza el juego sin perder la ventaja, no es el lanzador ganador y (a) la ventaja es de 3 carreras o menos cuando el lanzador ingresó al juego; (b) la posible carrera de empate estuvo en base, al bate o en la cubierta; o (c) el lanzador lanzó 3 o más entradas
- Entradas lanzadas: salidas grabadas durante el lanzamiento dividido por tres (las entradas parciales se registran convencionalmente como, por ejemplo, "5.2" o "7.1", el último dígito que representa los tercios -outs-, no las décimas, de una entrada).
- Ponchados: veces lanzando tres lanzamientos bateables (strikes) a un bateador.
- Porcentaje ganador: ganancias divididas por decisiones (ganancias más pérdidas).
- Promedio de carreras permitidas (ERA): carreras anotadas, excluyendo las que resultan de errores de fildeo, por cada nueve entradas lanzadas.

Las estadísticas básicas de campo incluyen: 
- Putouts: veces que el fildeador atrapa un fly, marca o expulsa a un corredor, o de lo contrario efectúa directamente un out.
- Asistencias: veces que un fildeador de otro fildeador fue registrado luego de que el fildeador toca la pelota.
- Errores: veces que el fildeador no puede hacer una jugada que debería haberse hecho con un esfuerzo común, y el equipo de bateo se beneficia como resultado de ello.
- Posibilidades totales: salidas más asistencias más errores
- Promedio de fildeo: posibilidades exitosas (salidas más asistencias) divididas por las posibilidades totales.

Entre las muchas otras estadísticas que se mantienen están aquellas conocidas colectivamente como estadísticas situacionales. Por ejemplo, las estadísticas pueden indicar contra qué lanzadores específicos se desempeña mejor un determinado bateador. Si una situación dada favorece estadísticamente a un determinado bateador, es probable que el gerente del equipo de fildeo cambie al lanzador o haga que el lanzador camine intencionalmente al bateador para enfrentarse a uno que tenga menos probabilidades de tener éxito.

### Sabermetría
Sabermetría se refiere al campo del estudio estadístico del béisbol y el desarrollo de nuevas herramientas estadísticas y analíticas. El término también se usa para referirse directamente a las nuevas estadísticas. El término fue acuñado alrededor de 1980 por uno de los principales defensores del campo, Bill James, y deriva de la Sociedad para la Investigación del Béisbol Americano (SABR).
La creciente popularidad de la sabermetría desde principios de la década de 1980 ha atraído más atención a dos estadísticas de bateo que, según los expertos, son indicadores mucho mejores de la habilidad de un bateador que el promedio de bateo:
El porcentaje en base mide la capacidad de un bateador para llegar a la base. Se calcula tomando la suma de los éxitos del bateador en llegar a la base (golpes + caminatas + golpes por lanzamientos) y dividiendo eso por el total de turnos del bateador (al bate + caminatas + golpes por lanzamientos + sacrificios), excepto por el toque de sacrificio.
El porcentaje de slugging mide la capacidad de un bateador de golpear por poder. Se calcula tomando las bases totales del bateador (una por cada sencillo, dos por doble, tres por triple y cuatro por cuadrangular) y dividiendo eso por los turnos del bateador.
Algunas de las nuevas estadísticas creadas por los sabermetricians han ganado un amplio uso:
En base más slugging (OPS) mide la habilidad general de un bateador. Se calcula sumando el porcentaje en la base de la masa y el porcentaje de slugging.
Las caminatas más los golpes por entrada lanzada (WHIP) miden la capacidad de un lanzador para evitar que los bateadores lleguen a la base. Se calcula exactamente como su nombre lo indica.